# Kwadratowa
Kwadratowa – skała w rezerwacie przyrody Pazurek w pobliżu kolonii Pazurek w województwie małopolskim, w powiecie olkuskim, w gminie Olkusz. Znajduje się na Wyżynie Olkuskiej będącej częścią Wyżyny Krakowsko-Częstochowskiej.
Znajduje się w środkowej części rezerwatu, w grupie Zubowych Skał. 
Babka to zbudowana ze skalistego wapienia skała o wysokości 14 m. Znajduje się po zachodniej stronie ścieżki dydaktycznej po rezerwacie Pazurek. 

## Drogi wspinaczkowe
Na Kwadratowej są 3 drogi wspinaczkowe o trudności od IV do VI w skali krakowskiej. Asekuracja własna.

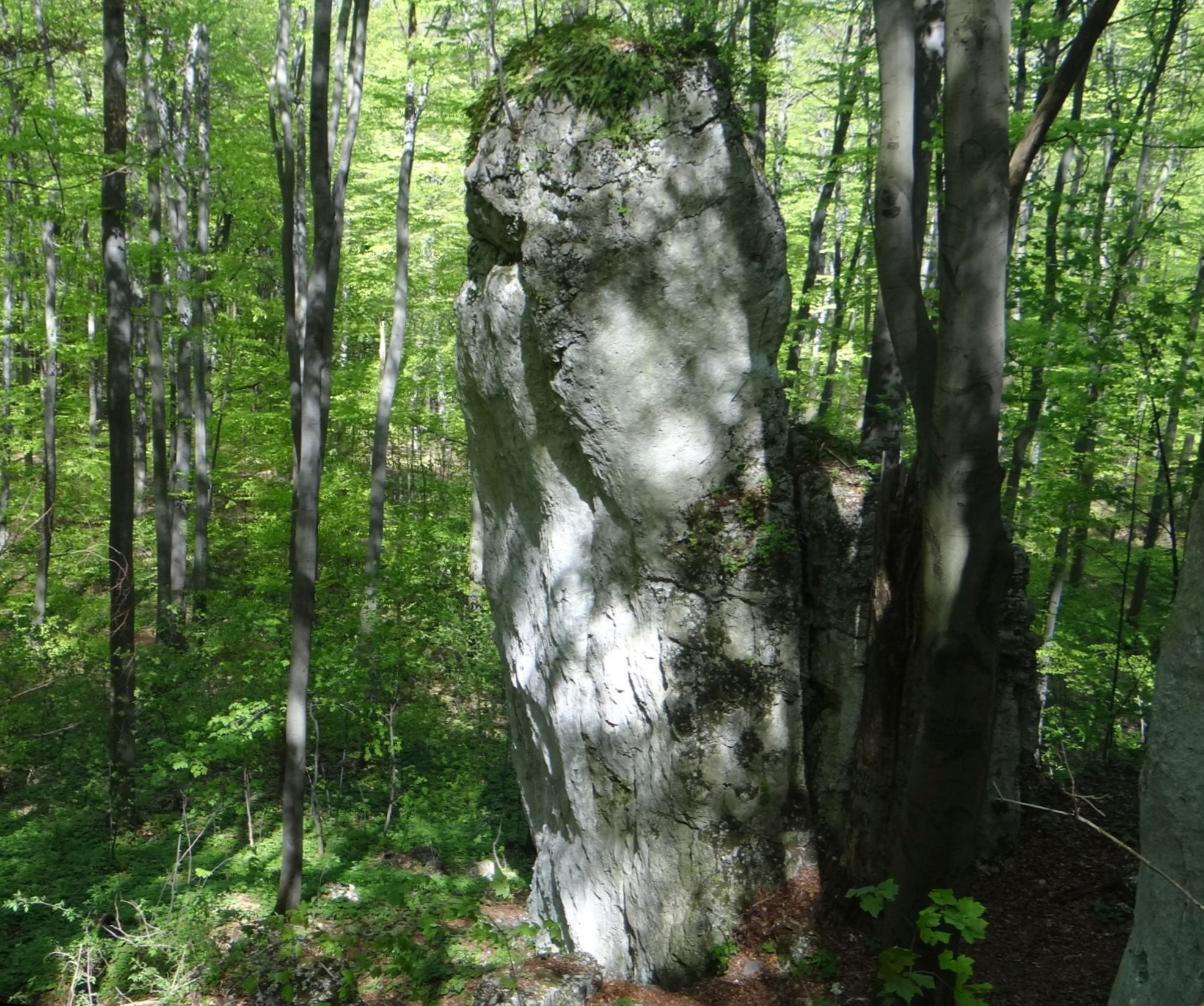
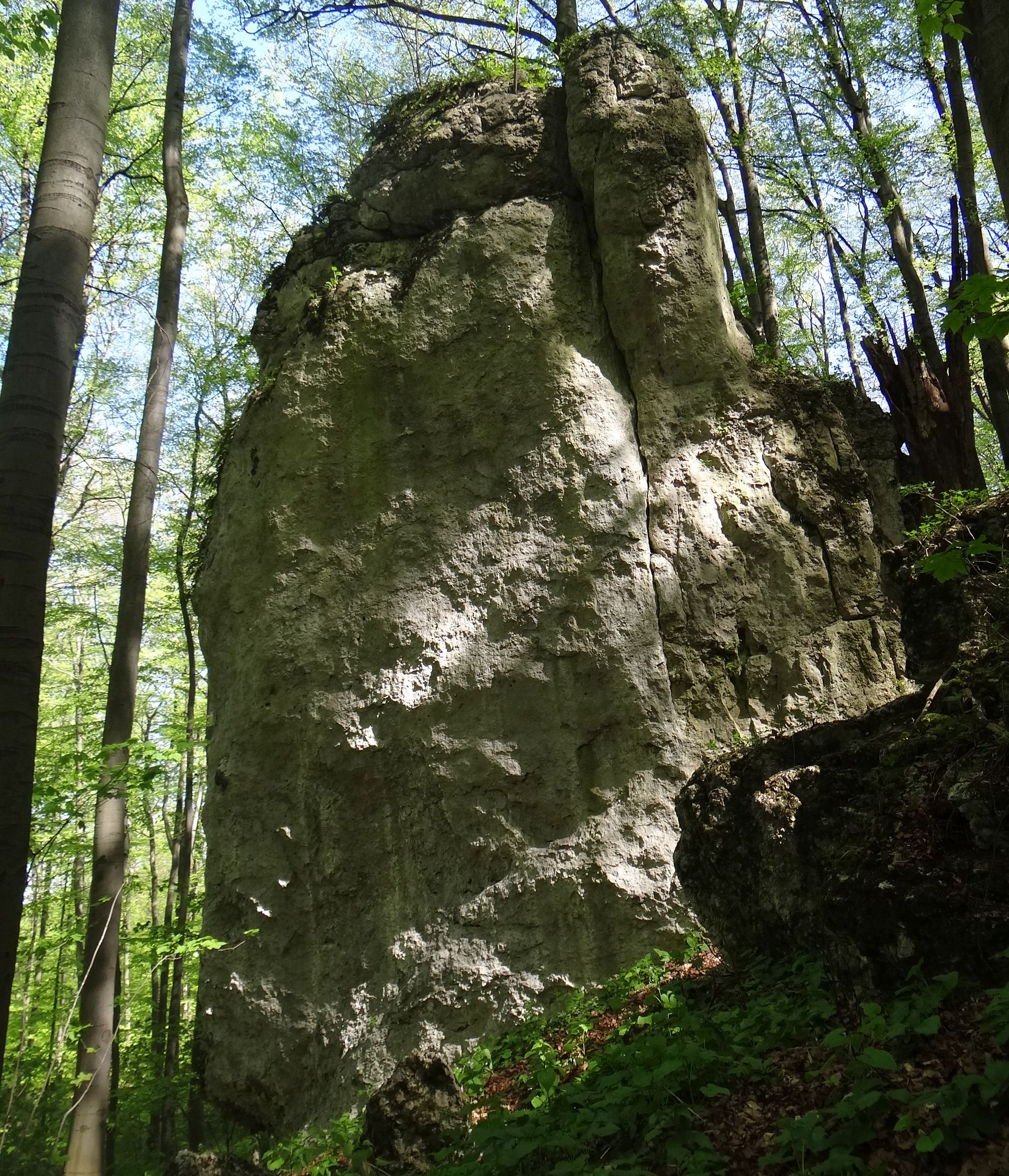
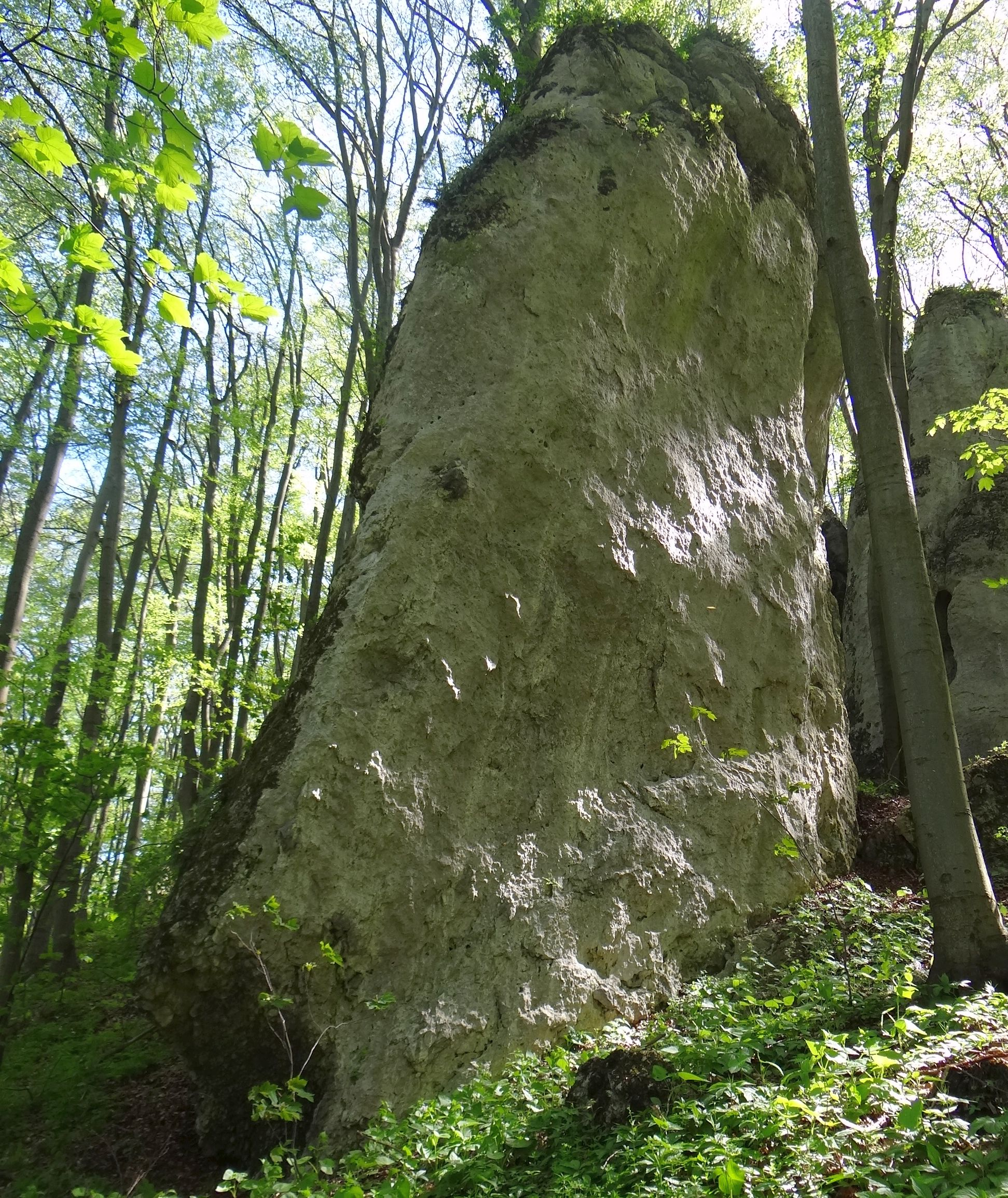
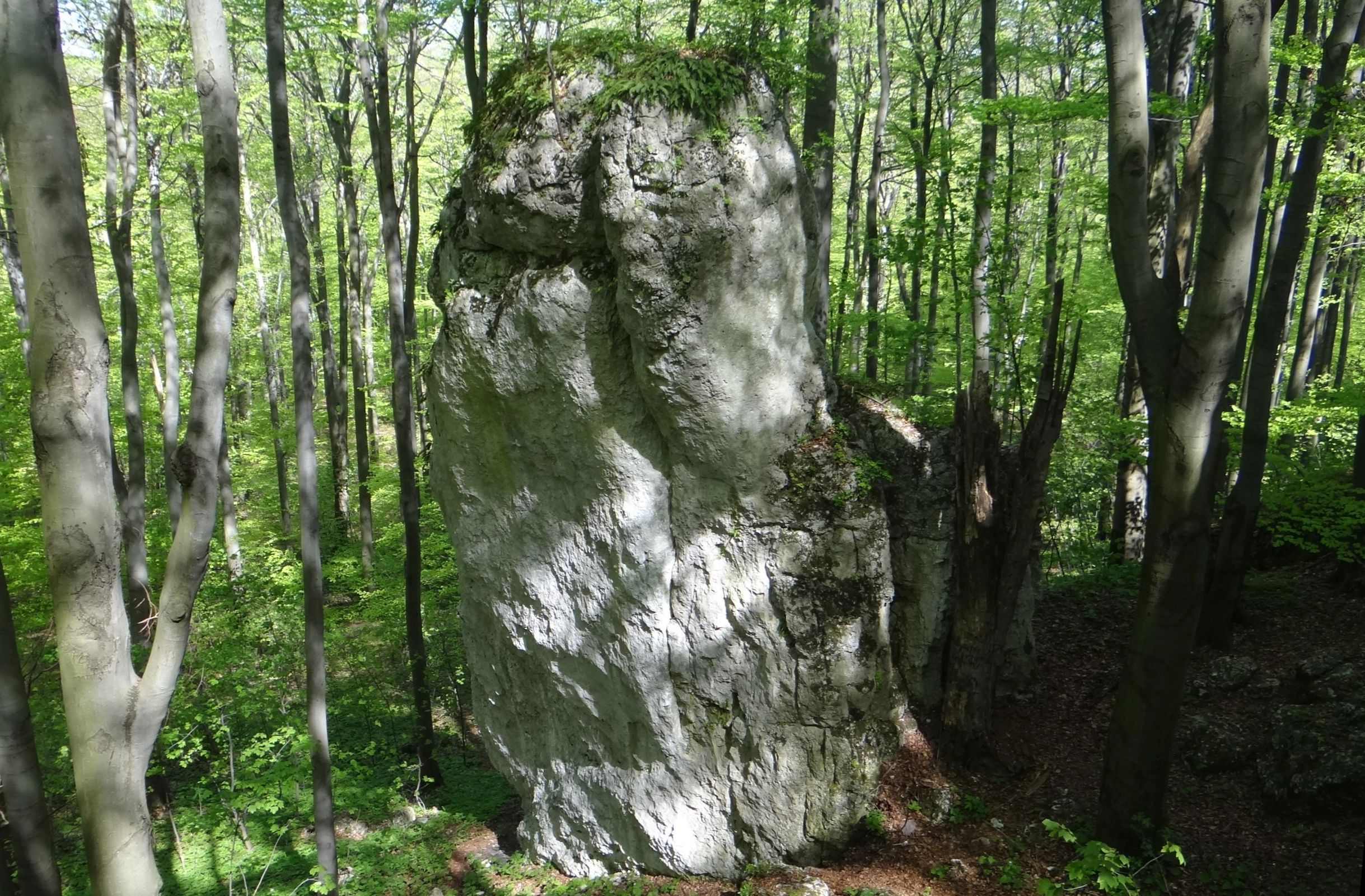

1. Nos; VI+/1, 14 m
2. Olkuska rysa; VI.1, 13 m
3. Wejściowa; IV, 11 m[1].